# Contea di Marion (Tennessee)
La contea di Marion in inglese Marion County è una contea dello Stato del Tennessee, negli Stati Uniti. La popolazione al censimento del 2000 era di 27 776 abitanti. Il capoluogo di contea è Jasper.